# Ян Амор Тарновський (теплохід)
«Ян Амор Тарновський» (пасажирське судно проекту "М-544", індекс номер "С-541") — найбільший прогулянковий теплохід у місті Тернополі, збудований у 1963 році в Білорусі на Бобруйському судноремонтному заводі. Майже п'ять років теплохід курсував Дністром за маршрутом від Старої Ушиці Хмельницької області до Мельниці-Подільської Тернопільської області. Судно мало назву «Заліщики». Після транспортування теплохода у Тернопіль на Комсомольське озеро (нині — Тернопільський став), йому надали назву на честь Героя Радянського Союзу Григорія Танцорова.
У 2024 році теплохід вийшов у навігацію із новою назвою на борту: «Ян Амор Тарновський», на честь засновника міста Тернопіль.

## Історія
Теплохід збудований на Бобруйському судноремонтному заводі у 1963 році, одразу ж перевезли на річку Дністер та отримав назву «Заліщики». Близько п'яти років судно курсувало Дністром. Згодом його транспортували до Тернополя (на той час у місті вже був теплохід «ПТ-50» та два пасажирських катера «ПК-52» і «ПК-55»).
На початку 1990-х років Морську школу, якій підпорядковувались теплоходи, розформували, і, щоб зберегти судна від «розбазарювання», їх передали в оренду приватній фірмі «Торговий Дім Тернопіль». Однак нестабільна економіка держави призвела до того, що новий власник випускав у рейс лише один теплохід — «Герой Танцоров». Інший теплохід «ПТ-50» не працював.

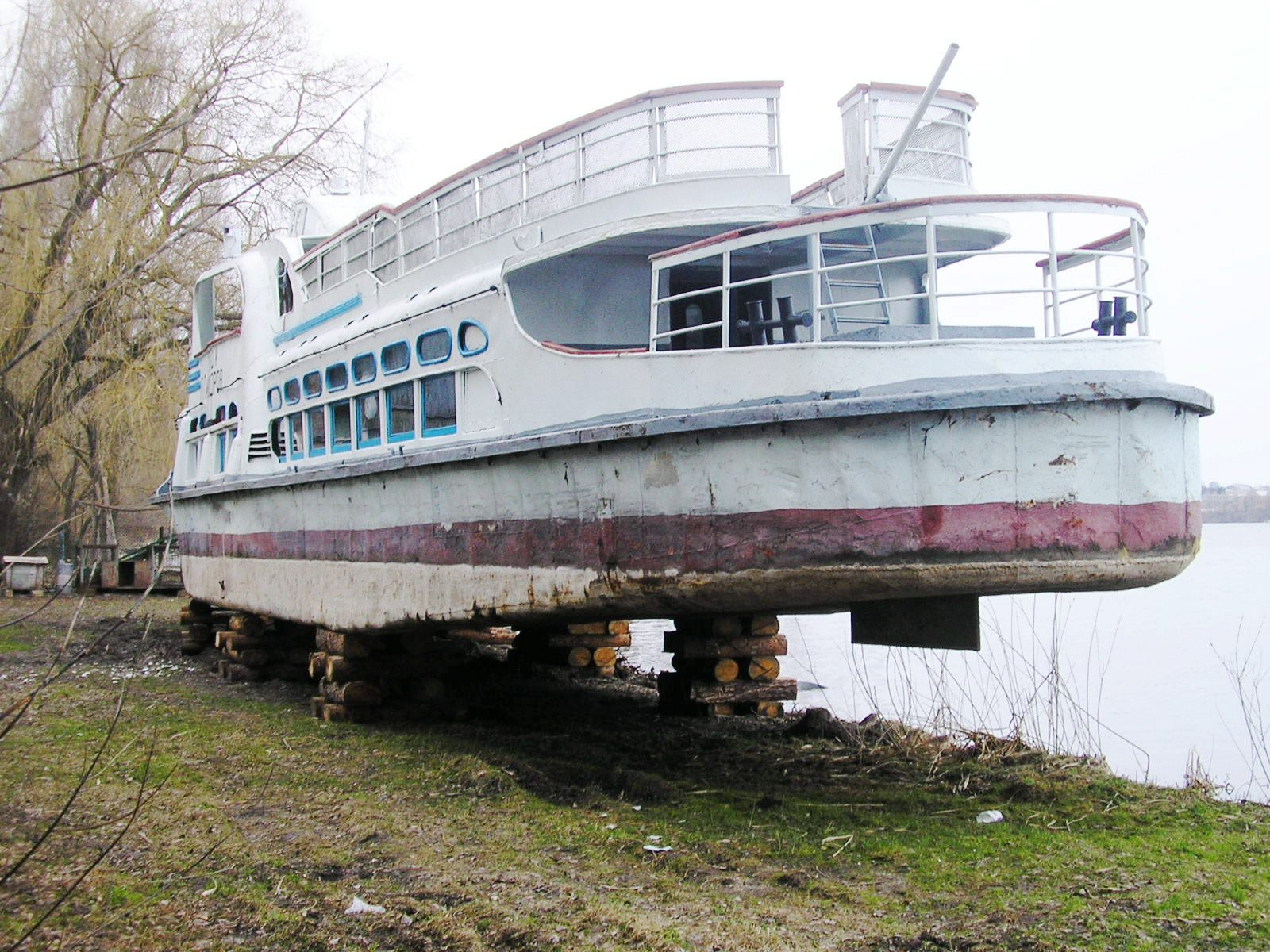
Теплохід на ремонті (2005)

У 2005 році теплоходи передали на баланс комунальному підприємству «Тернопільелектротранс», яке до того обслуговувало лише тролейбуси. Після капітального ремонту у 2006 році йому замінили ходову рубку, в якій використано віконні рами та деякі елементи з корпусу тролейбуса Škoda 9Tr (парковий № 76).
Від 2010 року разом з теплоходом «Герой Танцоровим» круїзні рейси виконував  також теплохід «ПТ-50», якому після ремонту надали назву «Капітан Парій».
Нині є дві діючі зупинки теплоходів: пристань «Центр», причал «Дальній пляж». Вартість квитка становить 50 гривень.

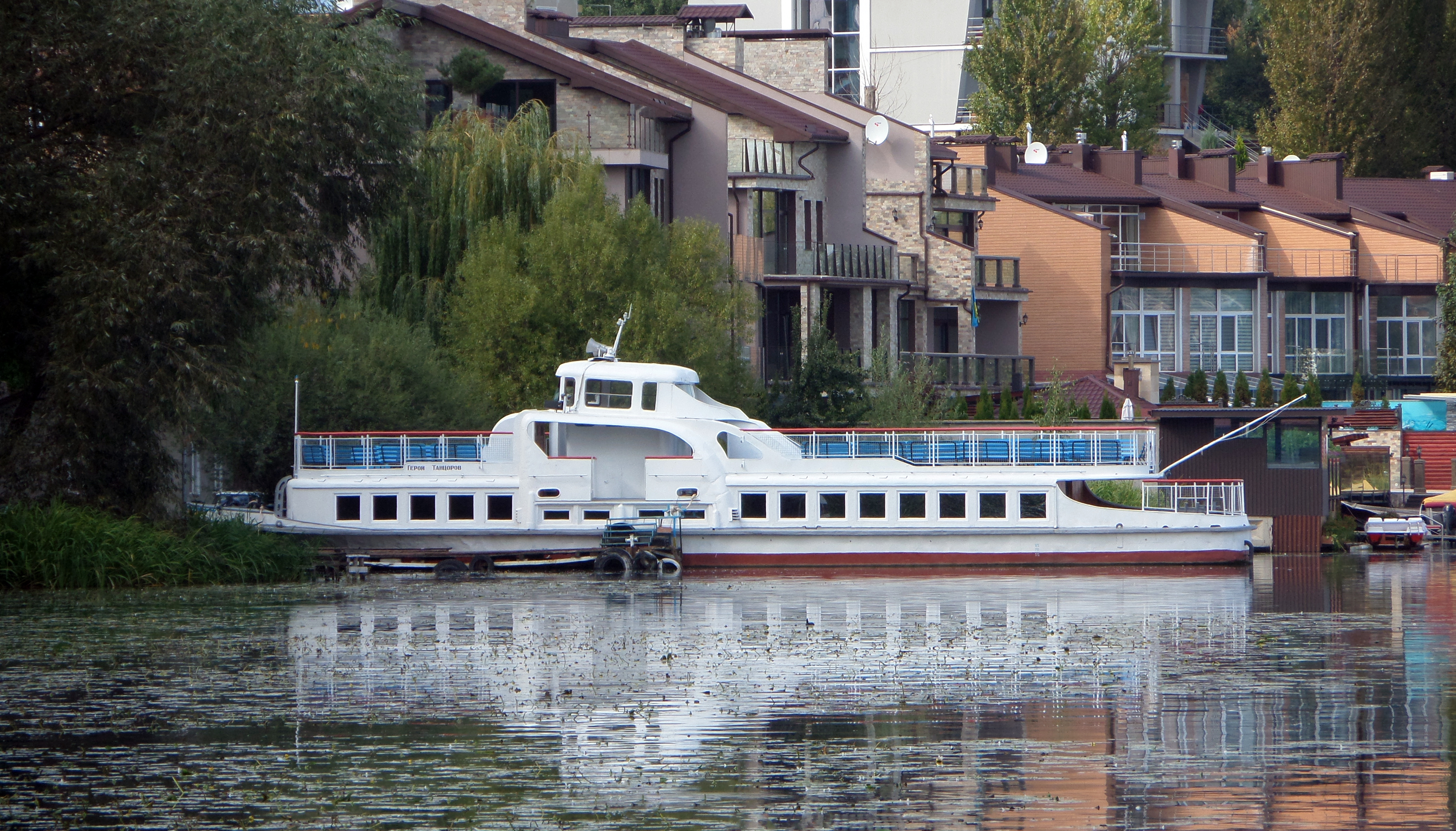
Теплохід після капітального ремонту (2017)

З травня до жовтня 2017 року перебував на плановому капітальному ремонті (укріплення палуб, заміна обшивки салонів, огорожі, вікон, тощо), всього на ремонт було витрачено 800 тис. гривень.
У навігаційному сезоні 2018 року не експлуатувався, у зв'язку із змінами в документації через ремонтні роботи, коли судно зазнало  незначних переобладнань.
28 червня 2019 року теплохід після двох років простою знову виходить у рейси і розпочинає повноцінно працювати з перевезенням пасажирів.
30 червня 2020 року було здійснено підйом судна на берег для проведення капітального ремонту корпусу, а саме: повного огляду та заміни елементів днища, встановлення нового двигуна, ремонт рульового управління та заміна валолінії. Це третій підйом теплоходу на берег за всю його історію в Тернополі. До цього часу востаннє «Героя Танцорова» підіймали на берег у 2005 році.
12 жовтня 2020 року завершився ремонт підводної частини корпусу теплохода і судно спустили на воду.
11 липня 2022 року на позачерговій сесії Тернопільської міської ради заплановано перейменування теплоходу на честь засновника міста Тернополя Яна Амора Тарновського. Наразі судно курсує під бортовим № С-541.

## Світлини

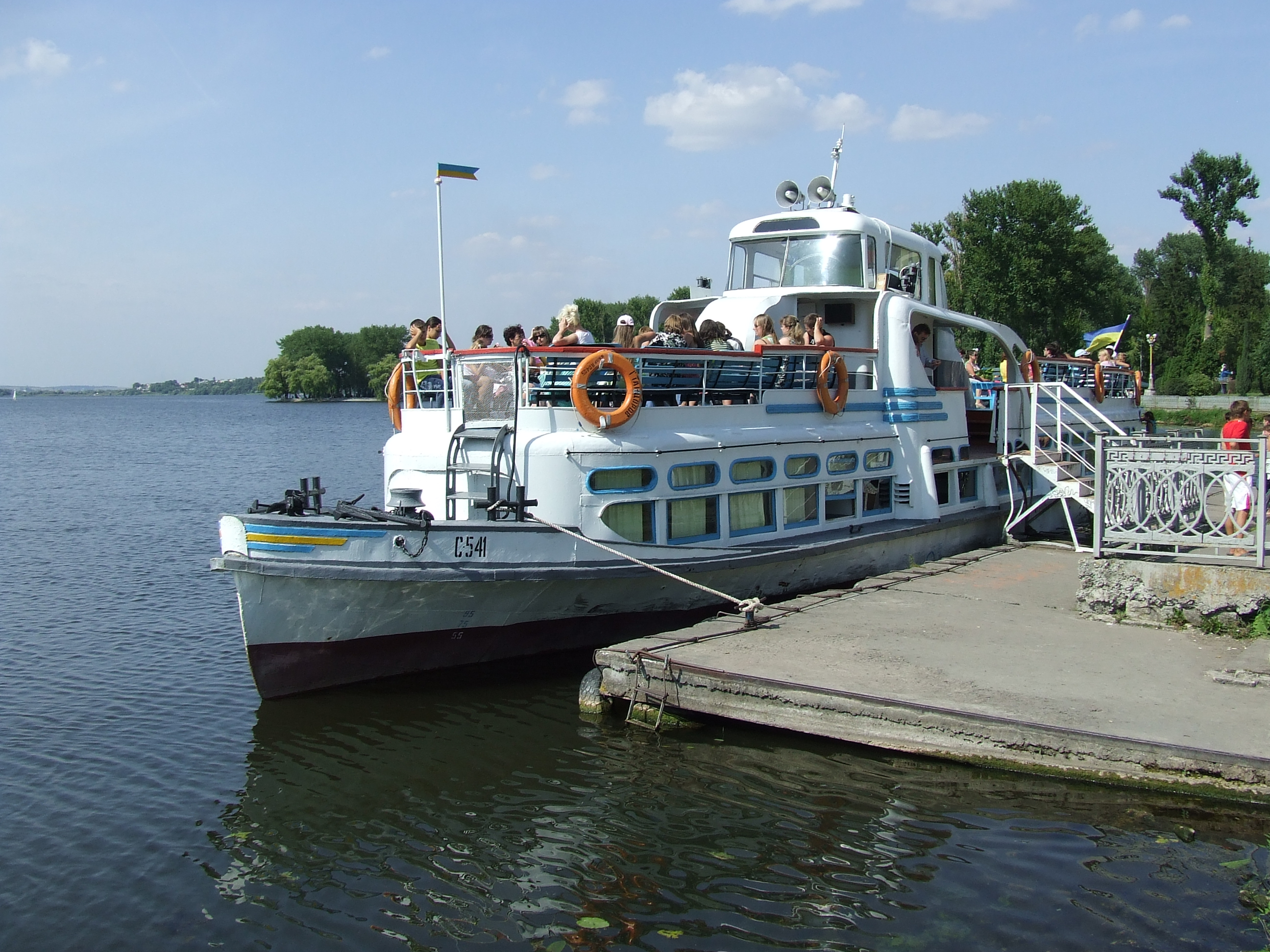
На причалі біля Старого замку
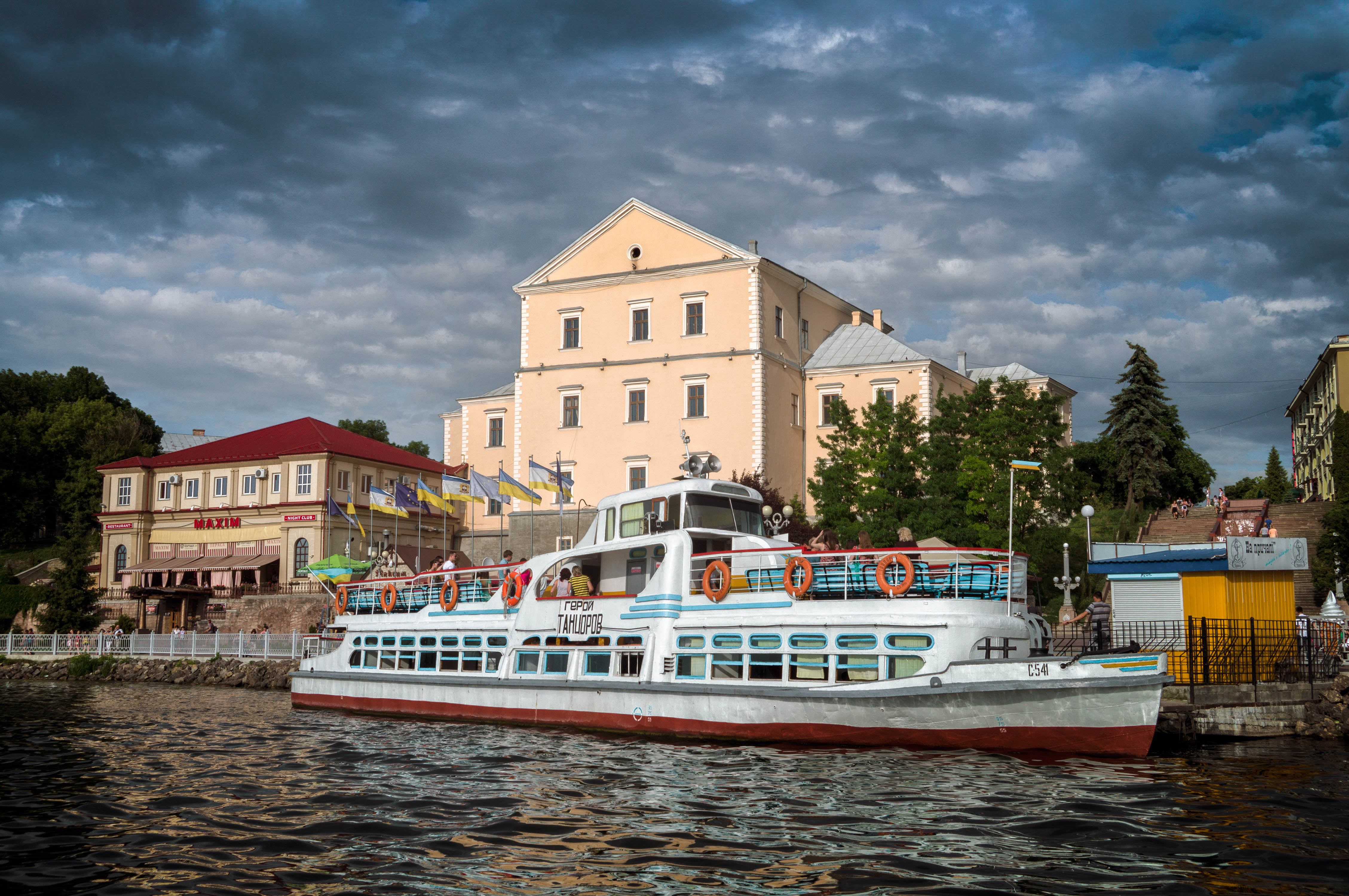
На причалі біля Старого замку
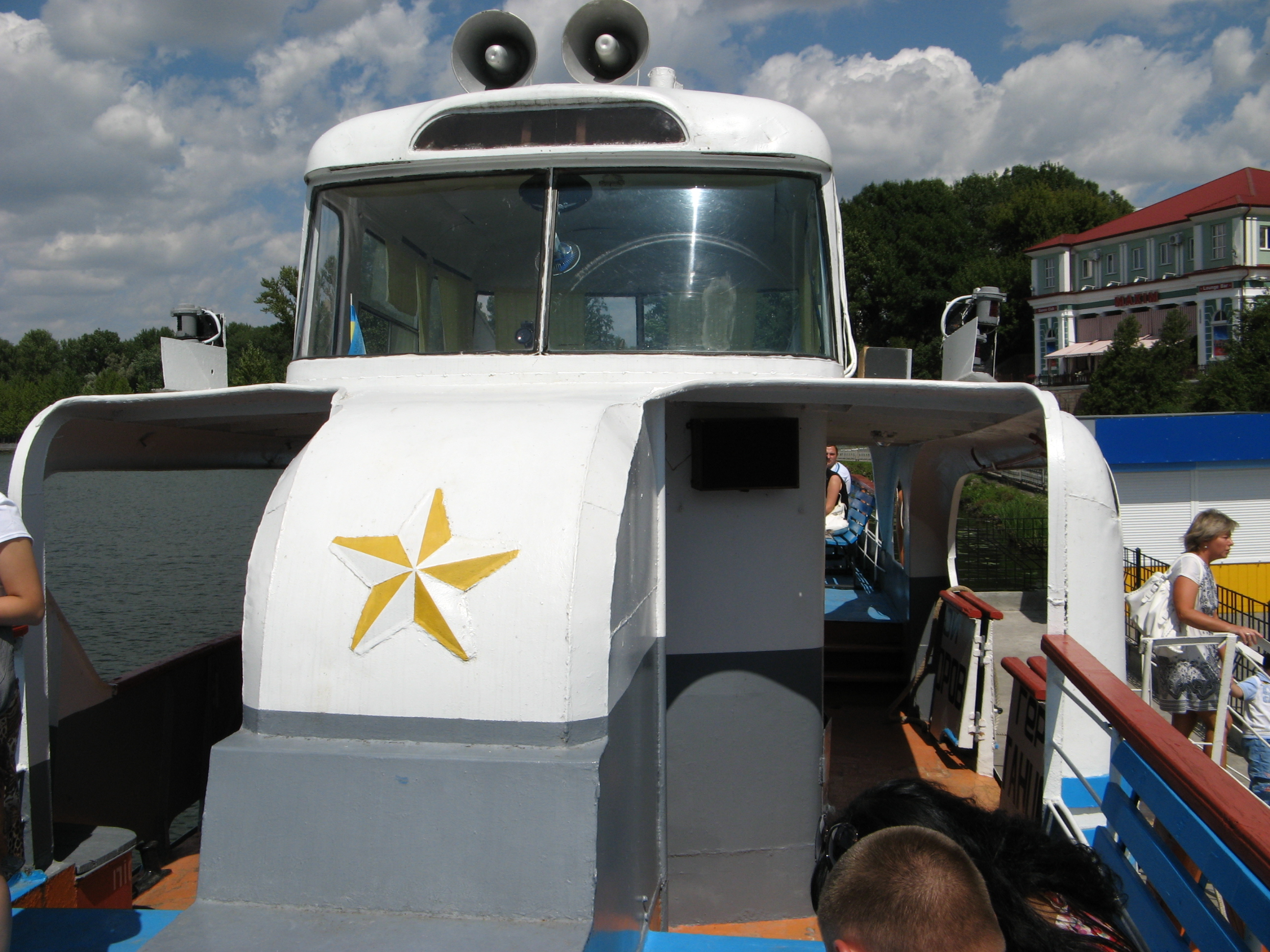
Ходова рубка
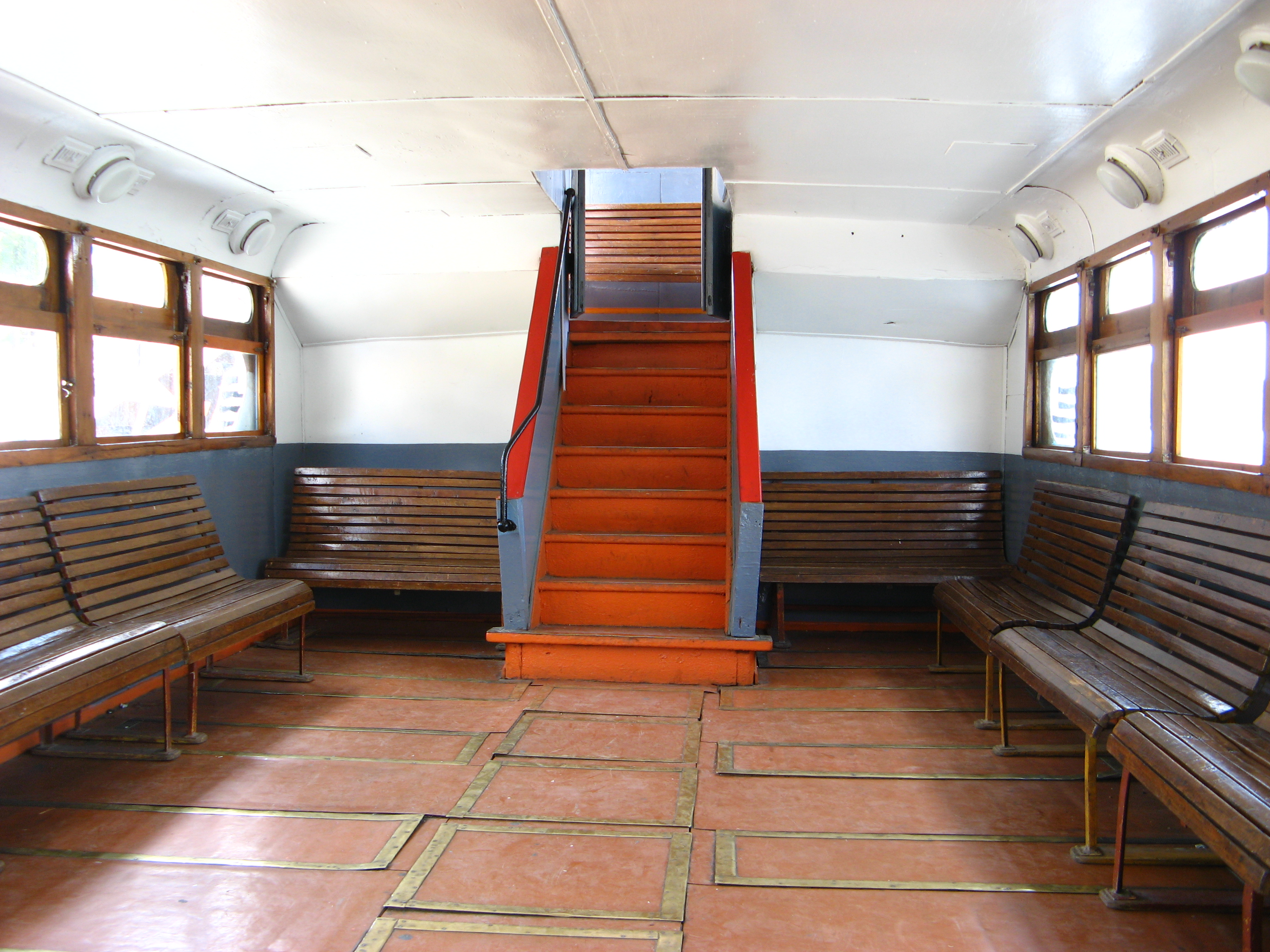
Інтер'єр кормового салону до ремонту
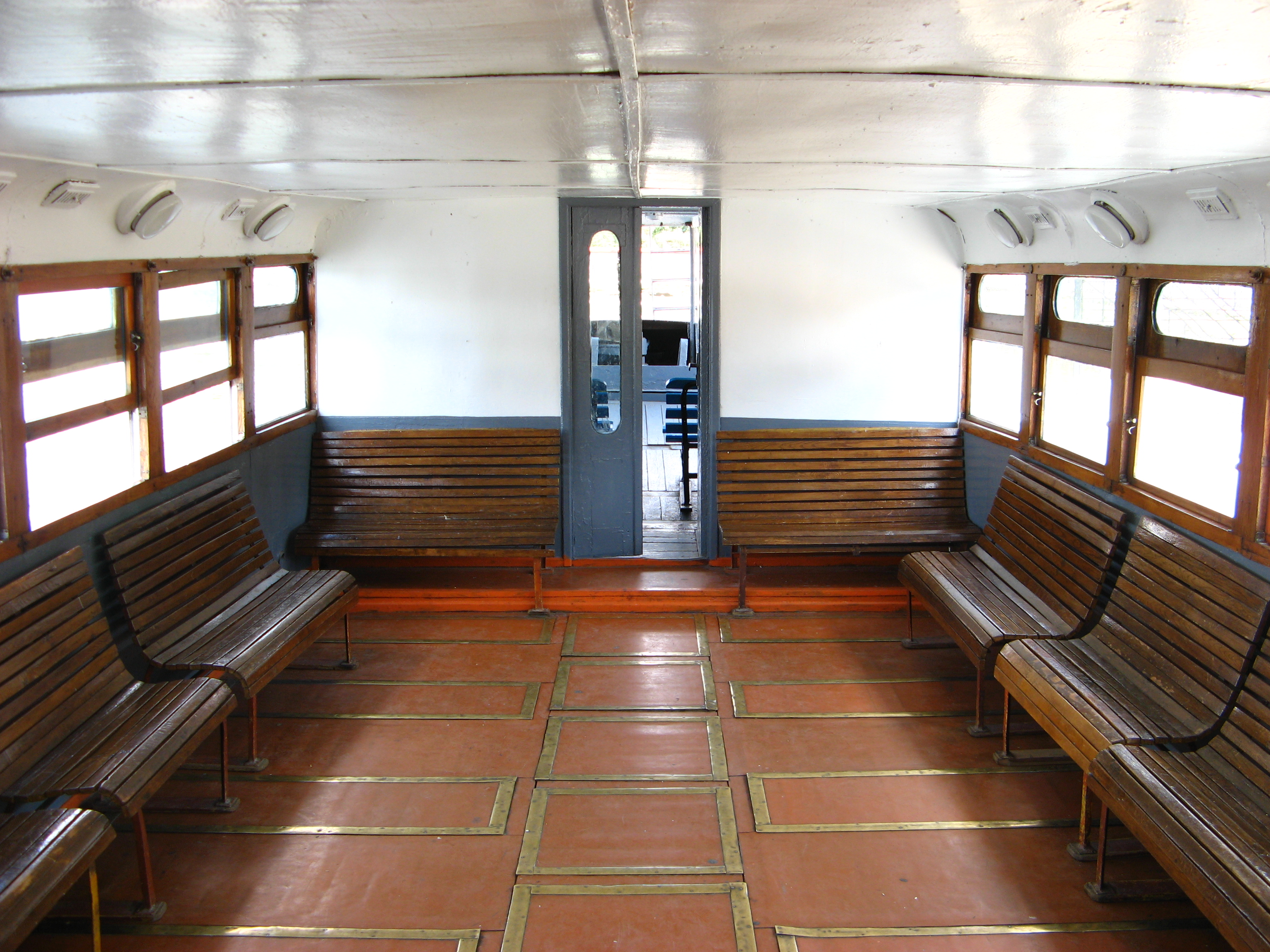
Інтер'єр кормового салону до ремонту
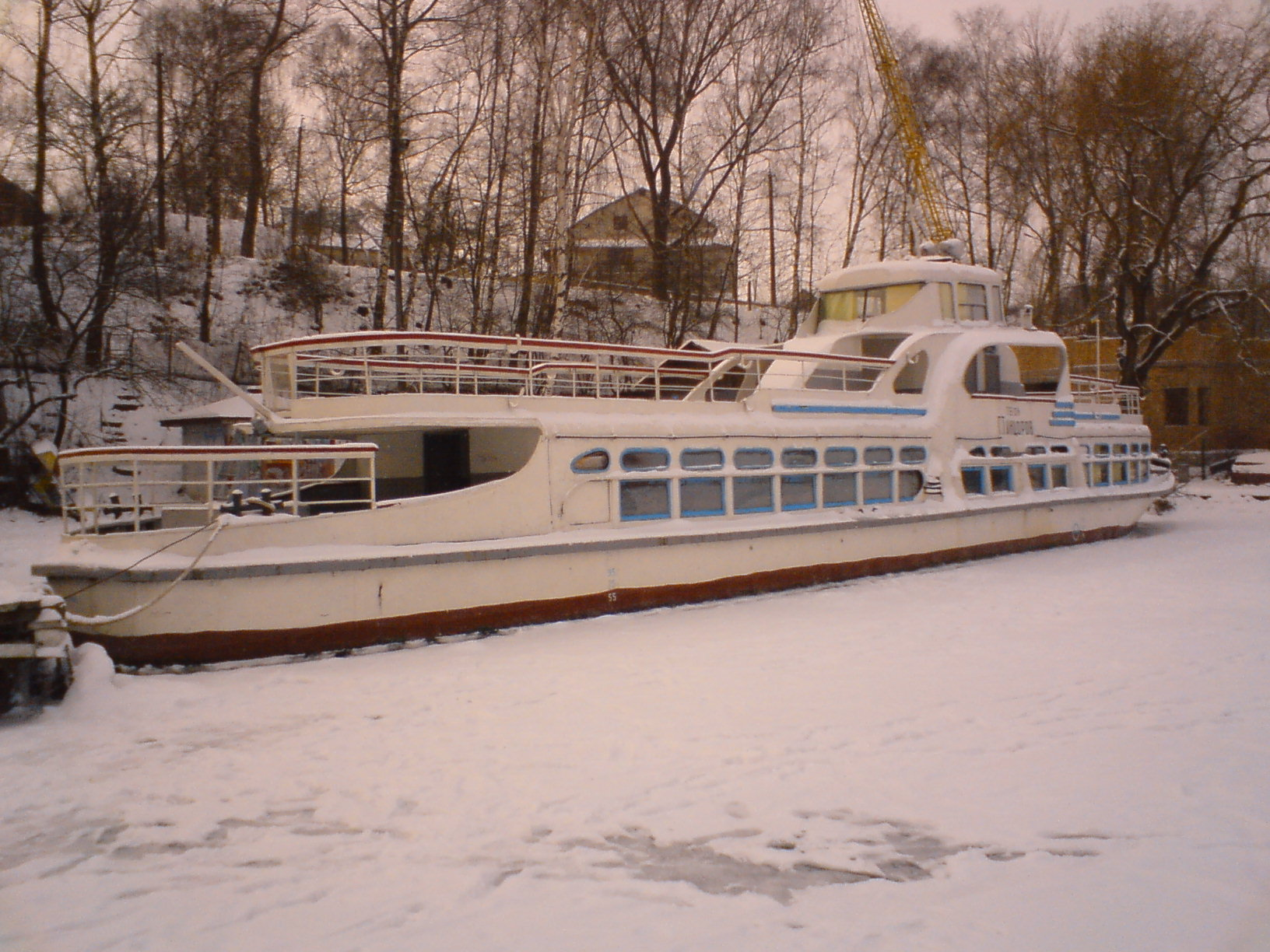
Теплохід на стоянці взимку (2009)